# Slovenia ai Giochi della XXIX Olimpiade
La Slovenia ha partecipato ai Giochi della XXIX Olimpiade di Pechino, svoltisi dall'8 al 24 agosto 2008, con una delegazione di 61 atleti.

## Medaglie
| Medaglia | Atleta          | Sport            | Evento                               |
| -------- | --------------- | ---------------- | ------------------------------------ |
| Oro      | Primož Kozmus   | Atletica leggera | Lancio del martello maschile         |
| Argento  | Sara Isaković   | Nuoto            | 200 m stile libero femminili         |
| Argento  | Vasilij Žbogar  | Vela             | Laser maschili                       |
| Bronzo   | Lucija Polavder | Judo             | +78 kg femminile                     |
| Bronzo   | Rajmond Debevec | Tiro             | Carabina 50 m tre posizioni maschile |

## Atletica leggera
| Gara           | Atleta          | Batterie | Batterie | Quarti      | Quarti      | Semifinali | Semifinali | Finale | Finale |
| Gara           | Atleta          | Tempo    | Pos.     | Tempo       | Pos.        | Tempo      | Pos.       | Tempo  | Pos.   |
| -------------- | --------------- | -------- | -------- | ----------- | ----------- | ---------- | ---------- | ------ | ------ |
| 100 m          | Matic Osovnikar | 10"46    | 3        | 10"24       | 6           |            |            |        |        |
| 200 m          | Matic Osovnikar | 20"89    | 4        | 20"95       | 8           |            |            |        |        |
| 110 m ostacoli | Damjan Zlatnar  | 13"84    | 7        | non partito | non partito |            |            |        |        |
| 3000 siepi     | Boštjan Buč     |          |          |             |             | 8'21"24    | 8          |        |        |

| Gara     | Atleta       | Tempo     | Posizione |
| -------- | ------------ | --------- | --------- |
| Maratona | Roman Kejžar | 2h 29'37" | 67        |

| Gara                   | Atleta         | Qualificazioni | Qualificazioni | Finale  | Finale |
| Gara                   | Atleta         | Misura         | Pos.           | Misura  | Pos.   |
| ---------------------- | -------------- | -------------- | -------------- | ------- | ------ |
| Salto in alto          | Rožle Prezelj  | 2,25 m         | 10             | 2,20 m  | 12     |
| Salto con l'asta       | Jurij Rovan    | 5,30 m         | 32             |         |        |
| Getto del peso         | Miran Vodovnik | 19,81 m        | 20             |         |        |
| Lancio del martello    | Primož Kozmus  | 79,44 m        | 3              | 82,02 m | Oro    |
| Lancio del giavellotto | Matija Kranjc  | 70,00 m        | 31             |         |        |

| Prova                  | Damjan Sitar | Damjan Sitar | Damjan Sitar |
| Prova                  | Risultato    | Punti        | Pos.         |
| ---------------------- | ------------ | ------------ | ------------ |
| 100 metri              | 11"21        | 814          | 7            |
| Salto in lungo         | 7,25 m       | 874          | 12           |
| Getto del peso         | 12,41 m      | 631          | 35           |
| Salto in alto          | 2,05 m       | 850          | 6            |
| 400 metri              | 50"10        | 810          | 20           |
| 110 metri ostacoli     | 15"03        | 846          | 24           |
| Lancio del disco       | 39,25 m      | 649          | 27           |
| Salto con l'asta       | 4,00 m       | 617          | 22           |
| Lancio del giavellotto | 47,23 m      | 548          | 24           |
| 1500 metri             | 4'37"37      | 697          | 9            |
| Totale                 |              | 7336         | 23           |

| Gara   | Atleta             | Batterie | Batterie | Quarti  | Quarti | Semifinali | Semifinali | Finale | Finale |
| Gara   | Atleta             | Tempo    | Pos.     | Tempo   | Pos.   | Tempo      | Pos.       | Tempo  | Pos.   |
| ------ | ------------------ | -------- | -------- | ------- | ------ | ---------- | ---------- | ------ | ------ |
| 100 m  | Pia Tajnikar       | 11"82    | 5        |         |        |            |            |        |        |
| 200 m  | Sabina Veit        | 23"62    | 5        |         |        |            |            |        |        |
| 800 m  | Brigita Langerholc |          |          | 2'00"13 | 3      | 2'00"00    | 7          |        |        |
| 1500 m | Sonja Roman        |          |          |         |        | 4'08"52    | 8          |        |        |

| Gara                   | Atleta        | Qualificazioni | Qualificazioni | Finale  | Finale |
| Gara                   | Atleta        | Misura         | Pos.           | Misura  | Pos.   |
| ---------------------- | ------------- | -------------- | -------------- | ------- | ------ |
| Salto in lungo         | Nina Kolarič  | 6,40 m         | 27             |         |        |
| Salto triplo           | Marija Šestak | 14,44 m        | 9              | 15,03 m | 6      |
| Lancio del giavellotto | Martina Ratej | 55,30 m        | 37             |         |        |

## Badminton
| Gara              | Atleta     | Turno 1 | Sedicesimi                            | Ottavi | Quarti | Semifinali | Finale |
| ----------------- | ---------- | ------- | ------------------------------------- | ------ | ------ | ---------- | ------ |
| Singolo femminile | Maja Tvrdy | bye     | Olga Konon (Bielorussia) 17-21, 14-21 |        |        |            |        |

## Canoa/kayak
| Gara               | Atleta                 | Batterie | Batterie | Semifinali | Semifinali | Finale  | Finale |
| Gara               | Atleta                 | Tempo    | Pos.     | Tempo      | Pos.       | Tempo   | Pos.   |
| ------------------ | ---------------------- | -------- | -------- | ---------- | ---------- | ------- | ------ |
| K1 1000 m maschile | Jernej Zupančič Regent | 3'33"29  | 4        | 3'41"73    | 6          |         |        |
| K1 500 m femminile | Špela Ponomarenko      | 1'49"97  | 3        | 1'53"81    | 3          | 1'52"36 | 6      |

| Gara        | Atleta       | Preliminari | Preliminari | Preliminari | Preliminari | Semifinali | Semifinali | Finale | Finale | Finale | Finale |
| Gara        | Atleta       | Manche 1    | Manche 2    | Totale      | Pos.        | Tempo      | Pos.       | Tempo  | Pos.   | Totale | Pos.   |
| ----------- | ------------ | ----------- | ----------- | ----------- | ----------- | ---------- | ---------- | ------ | ------ | ------ | ------ |
| K1 maschile | Peter Kauzer | 81"79       | 84"70       | 166"49      | 1           | 85"42      | 13         |        |        |        |        |

## Canottaggio
| Gara        | Atleta                                                 | Batterie | Batterie | Quarti/ Ripescaggi | Quarti/ Ripescaggi | Semifinali | Semifinali | Finale  | Finale |
| Gara        | Atleta                                                 | Tempo    | Pos.     | Tempo              | Pos.               | Tempo      | Pos.       | Tempo   | Pos.   |
| ----------- | ------------------------------------------------------ | -------- | -------- | ------------------ | ------------------ | ---------- | ---------- | ------- | ------ |
| 2 di coppia | Iztok Čop Luka Špik                                    | 6'39"49  | 3        | bye                | bye                | 6'23"82    | 2          | 6'33"36 | 6      |
| 4 senza     | Rok Kolander Miha Pirih Tomaž Pirih Rok Rozman         | 6'03"78  | 3        | bye                | bye                | 5'56"08    | 1          | 6'11"62 | 4      |
| 4 di coppia | Gašper Fistravec Janez Jurše Jernej Jurše Janez Zupanc | 5'57"02  | 4        | 6'12"64            | 4                  |            |            |         |        |

## Ciclismo

### Su strada e Cross country
| Gara                     | Atleta               | Tempo        | Posizione    |
| ------------------------ | -------------------- | ------------ | ------------ |
| Corsa in linea maschile  | Tadej Valjavec       | 6h 26'17"    | 35           |
| Corsa in linea maschile  | Jure Golčer          | 6h 34'26"    | 61           |
| Corsa in linea maschile  | Borut Božič          | non concluso | non concluso |
| Corsa in linea maschile  | Simon Špilak         | non concluso | non concluso |
| Cronometro maschile      | Simon Špilak         | 1h 07'35"    | 28           |
| Corsa in linea femminile | Sigrid Teresa Corneo | 3h 39'29"    | 49           |
| Cross country femminile  | Blaža Klemenčič      | -1 giro      | 21           |

## Ginnastica

### Ginnastica artistica
| Gara                     | Atleta          | Volteggio | Corpo libero | Cavallo con maniglie | Anelli | Parallele | Sbarra | Trave  | Totale | Posizione | Finali    |
| ------------------------ | --------------- | --------- | ------------ | -------------------- | ------ | --------- | ------ | ------ | ------ | --------- | --------- |
| Qualificazioni maschili  | Mitja Petkovšek | -         | -            | -                    | -      | 16,125    | -      |        | 16,125 | 97        | parallele |
| Qualificazioni femminili | Adela Šajn      | -         | 13,700       |                      |        | -         |        | 14,100 | 27,800 | 91        | nessuna   |

| Gara                           | Atleta          | Punteggio | Posizione |
| ------------------------------ | --------------- | --------- | --------- |
| Parallele simmetriche maschili | Mitja Petkovšek | 15,725    | 5         |

## Judo
| Gara   | Atleta       | Preliminari                        | Tabellone principale                   | Tabellone principale | Tabellone principale | Tabellone principale | Tabellone principale | Ripescaggi | Ripescaggi | Ripescaggi | Ripescaggi |
| Gara   | Atleta       | Preliminari                        | Sedicesimi                             | Ottavi               | Quarti               | Semifinali           | Finale               | 1º turno   | Quarti     | Semifinali | Finale     |
| ------ | ------------ | ---------------------------------- | -------------------------------------- | -------------------- | -------------------- | -------------------- | -------------------- | ---------- | ---------- | ---------- | ---------- |
| 60 kg  | Rok Drakšič  |                                    | Masoud Akhondzadeh (Iran) 0010-0110    |                      |                      |                      |                      |            |            |            |            |
| 81 kg  | Aljaž Sedej  |                                    | Hamed Malek Mohammadi (Iran) 0000-1000 |                      |                      |                      |                      |            |            |            |            |
| 100 kg | Matjaž Ceraj | Yury Rybak (Bielorussia) 0000-1000 |                                        |                      |                      |                      |                      |            |            |            |            |

| Gara   | Atleta          | Tabellone principale              | Tabellone principale                    | Tabellone principale                         | Tabellone principale              | Tabellone principale | Ripescaggi                            | Ripescaggi                            | Ripescaggi                                     | Ripescaggi                             |
| Gara   | Atleta          | Sedicesimi                        | Ottavi                                  | Quarti                                       | Semifinali                        | Finale               | 1º turno                              | Quarti                                | Semifinali                                     | Finale                                 |
| ------ | --------------- | --------------------------------- | --------------------------------------- | -------------------------------------------- | --------------------------------- | -------------------- | ------------------------------------- | ------------------------------------- | ---------------------------------------------- | -------------------------------------- |
| 63 kg  | Urška Žolnir    | Lucie Decosse (Francia) 0000-1010 |                                         |                                              |                                   |                      | Alice Schlesinger (Israele) 1001-0000 | Anna von Harnier (Germania) 0100-0000 | Elisabeth Willeboordse (Paesi Bassi) 0000-0001 |                                        |
| +78 kg | Lucija Polavder | bye                               | Golzhan Issanova (Kazakistan) 1000-0001 | Dorjgotovyn Tserenkhand (Mongolia) 1100-0000 | Maki Tsukada (Giappone) 0000-1010 |                      |                                       |                                       |                                                | Kim Na-Young (Corea del Sud) 0001-0000 |

## Nuoto
| Gara               | Atleta         | Batterie | Batterie | Semifinali | Semifinali | Finale | Finale |
| Gara               | Atleta         | Tempo    | Pos.     | Tempo      | Pos.       | Tempo  | Pos.   |
| ------------------ | -------------- | -------- | -------- | ---------- | ---------- | ------ | ------ |
| 50 m stile libero  | Jernej Godec   | 22"21    | 18       |            |            |        |        |
| 100 m stile libero | Peter Mankoč   | 49"33    | 31       |            |            |        |        |
| 100 m rana         | Damir Dugonjič | 1'00"35  | 9        | 1'00"92    | 16         |        |        |
| 100 m rana         | Matjaž Markič  | 1'01"31  | 24       |            |            |        |        |
| 100 m farfalla     | Peter Mankoč   | 51"24    | 5        | 51"80      | 10         |        |        |

| Gara               | Atleta        | Batterie | Batterie | Semifinali | Semifinali | Finale     | Finale  |
| Gara               | Atleta        | Tempo    | Pos.     | Tempo      | Pos.       | Tempo      | Pos.    |
| ------------------ | ------------- | -------- | -------- | ---------- | ---------- | ---------- | ------- |
| 50 m stile libero  | Nina Sovinek  | 26"49    | 43       |            |            |            |         |
| 100 m stile libero | Nina Sovinek  | 57"30    | 44       |            |            |            |         |
| 200 m stile libero | Sara Isaković | 1'55"86  | 2        | 1'56"50    | 1          | 1'54"97    | Argento |
| 100 m dorso        | Anja Čarman   | 1'02"21  | 26       |            |            |            |         |
| 200 m dorso        | Anja Čarman   | 2'10"49  | 15       | 2'12"46    | 16         |            |         |
| 100 m farfalla     | Sara Isaković | 58"68    | 20       |            |            |            |         |
| 200 m misti        | Anja Klinar   | 2'15"39  | 25       |            |            |            |         |
| 400 m misti        | Anja Klinar   |          |          | 4'38"90    | 16         |            |         |
| Fondo 10 km        | Teja Zupan    |          |          |            |            | 1h 55'44"7 | 12      |

## Tennis tavolo
| Gara             | Atleta      | Preliminari | Turno 1 | Turno 2                                                                 | Turno 3                                          | Turno 4 | Quarti | Semifinali | Finale |
| ---------------- | ----------- | ----------- | ------- | ----------------------------------------------------------------------- | ------------------------------------------------ | ------- | ------ | ---------- | ------ |
| Singolo maschile | Bojan Tokič | bye         | bye     | Mihai Bobocica (Italia) 4-3 (14-12, 6-11, 5-11, 11-8, 11-9, 8-11, 11-6) | Ma Lin (Cina) 1-4 (5-11, 6-11, 8-11, 11-9, 5-11) |         |        |            |        |

## Tiro
| Gara                         | Atleta          | Qualificazioni | Qualificazioni | Finale    | Finale       | Finale |
| Gara                         | Atleta          | Punteggio      | Pos.           | Punteggio | Punt. totale | Pos.   |
| ---------------------------- | --------------- | -------------- | -------------- | --------- | ------------ | ------ |
| Carabina 10 m aria compressa | Rajmond Debevec | 589            | 31             |           |              |        |
| Carabina 50 m a terra        | Rajmond Debevec | 592            | 21             |           |              |        |
| Carabina 50 m tre posizioni  | Rajmond Debevec | 1176           | 1              | 95,7      | 1271,7       | Bronzo |

## Vela
| Gara           | Atleta                           | Regata | Regata | Regata | Regata | Regata | Regata | Regata | Regata | Regata | Regata     | Regata | Punteggio | Pos.    |
| Gara           | Atleta                           | 1      | 2      | 3      | 4      | 5      | 6      | 7      | 8      | 9      | 10         | M      | Punteggio | Pos.    |
| -------------- | -------------------------------- | ------ | ------ | ------ | ------ | ------ | ------ | ------ | ------ | ------ | ---------- | ------ | --------- | ------- |
| Laser maschile | Vasilij Žbogar                   | 24     | 4      | 14     | 6      | 2      | 11     | 18     | 1      | 11     | cancellata | 4      | 71        | Argento |
| 470 maschile   | Karlo Hmeljak Mitja Nevečny      | 3      | 11     | 19     | 10     | 18     | 30 DSQ | 25     | 20     | 25     | 8          |        | 139       | 18      |
| 470 femminile  | Vesna Dekleva Klara Paoli Maučec | 20 DSQ | 3      | 8      | 16     | 12     | 3      | 15     | 18     | 14     | 3          |        | 92        | 13      |
| Finn           | Gašper Vinčec                    | 9      | 11     | 6      | 5      | 3      | 13     | 8      | 10     |        |            | 20     | 72        | 7       |